# أندريا نوفوسيل
أندريا نوفوسيل (بالسلوفينية: Andrija Novosel)‏ هو لاعب كرة قدم سلوفيني في مركز الوسط، ولد في 12 أغسطس 1993 في زغرب في كرواتيا. لعب مع NK Ivančna Gorica ‏.

## وصلات خارجية
- أندريا نوفوسيل على موقع قاعدة بيانات كرة القدم.إي يو (الإنجليزية)
- أندريا نوفوسيل على موقع Soccerway.com (الإنجليزية)